# Perga

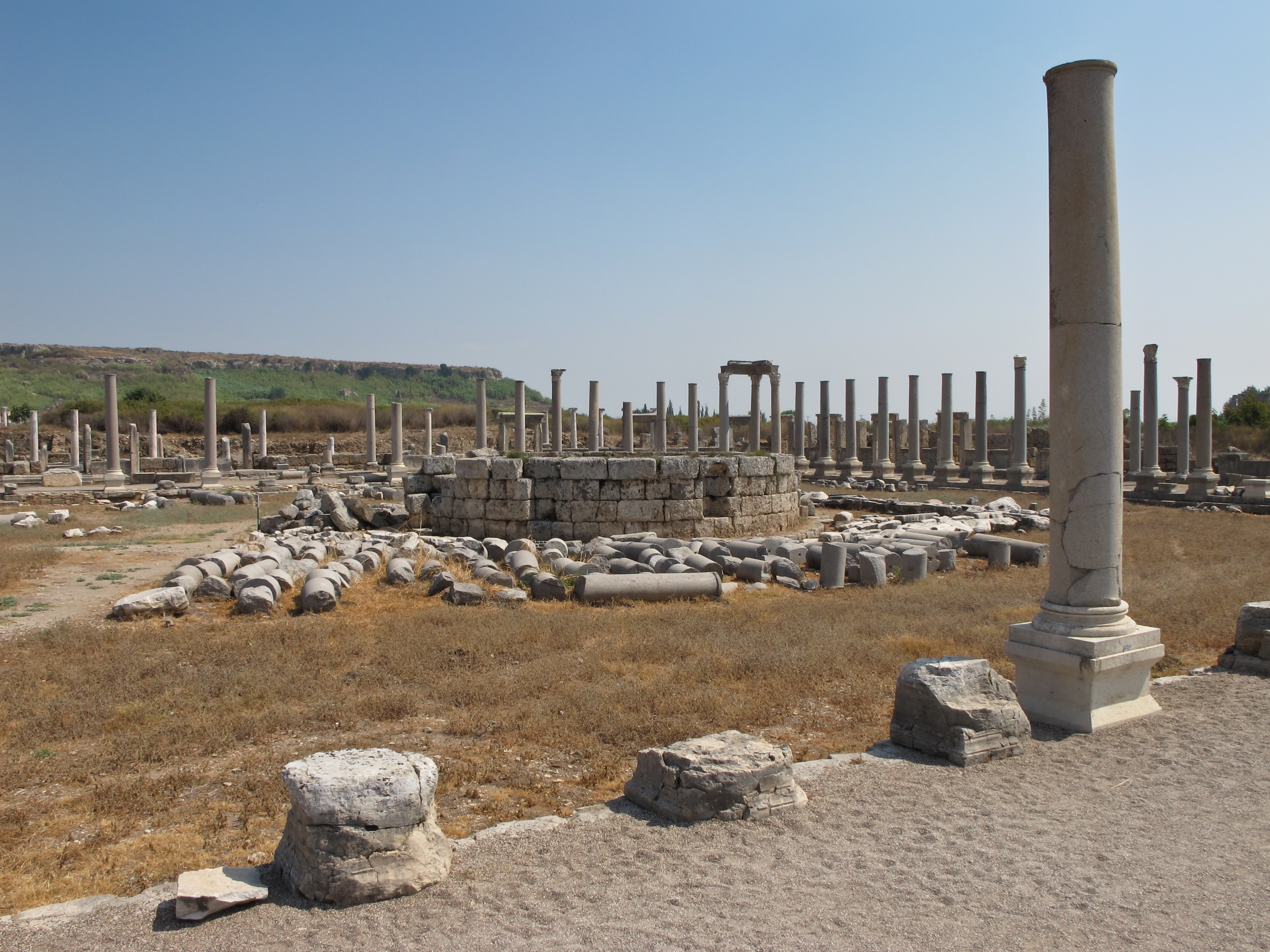
Agora.

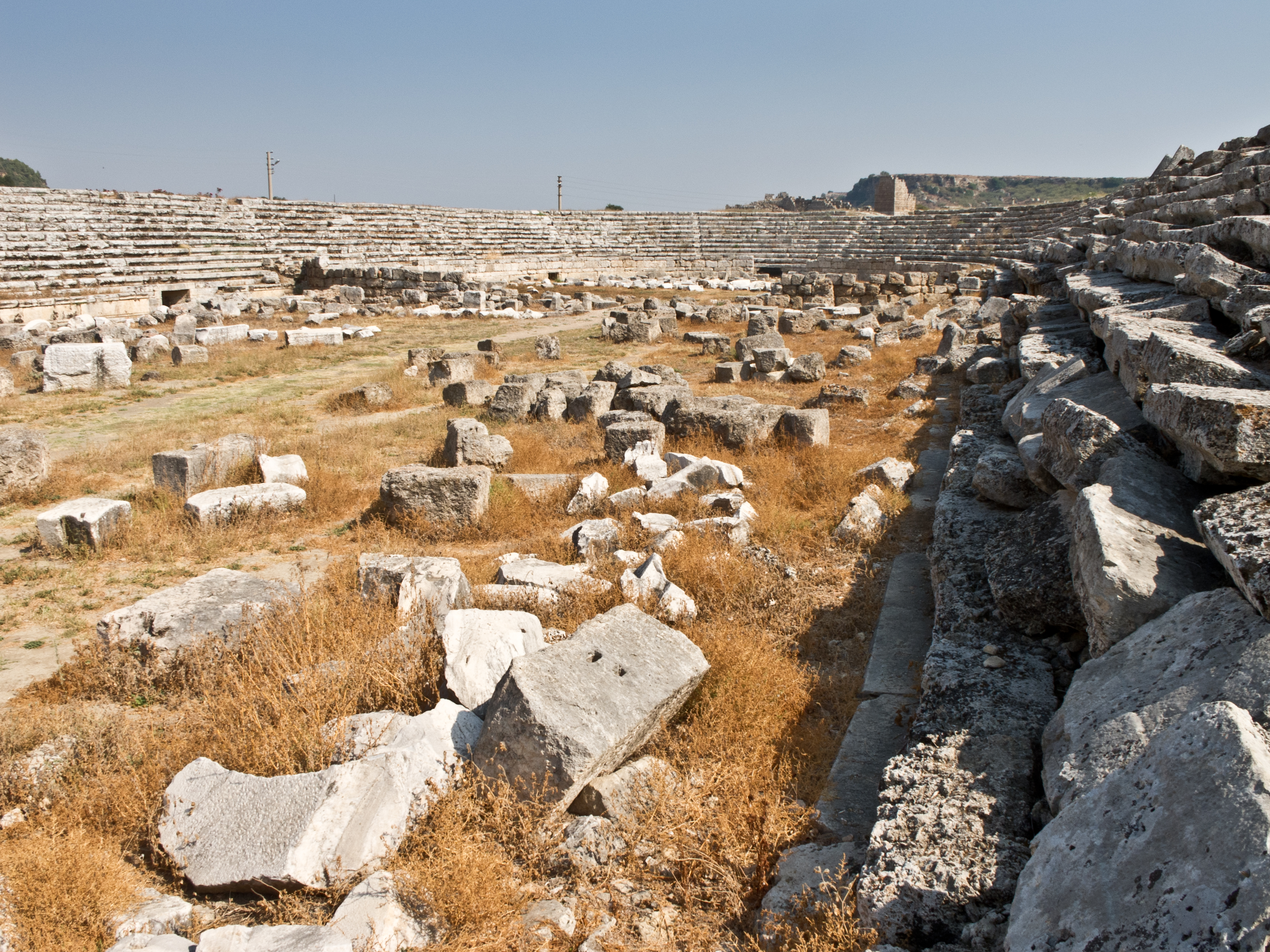
Sân vận động

Perga hoặc Perge (tiếng Hy Lạp: Πέργη Perge, Thổ Nhĩ Kỳ: Perge, dịch âm: Pẹt-giê(Tin Lành), Péc-ghê(Công giáo La Mã)) là một thành phố Hy Lạp cổ đại tại Anatolia, từng là thủ đô của Pamphylia, ngày nay thuộc tỉnh Antalya, trên bờ biển Địa Trung Hải phía tây nam của Thổ Nhĩ Kỳ. Ngày nay, nó là một khu vực khảo cổ lớn trên đồng bằng ven biển, cách thành phố Antalya chỉ khoảng 15km (9,3 dặm) về phía đông. Tại đây có một Acropolis niên đại thời đại đồ đồng.

## Lịch sử
Vào năm 46 TCN, theo Sách Công vụ Tông đồ, Thánh Phaolô đến Perga,rồi tiếp tục đến Antiocheia trong Pisidia, sau đó quay trở lại Perga nơi ông giảng Lời của Chúa. Sau đó, ông rời thành phố và đi đến Attaleia.
Trong nửa đầu của thế kỷ thứ 4, dưới triều đại của Constantinus Đại đế (324-337), Perga trở thành một trung tâm quan trọng của Kitô giáo, tôn giáo sớm trở thành tôn giáo chính thức của Đế chế La Mã. Thành phố vẫn giữ được vai trò như là một trung tâm Kitô giáo trong thế kỷ thứ 5 và 6.

### Lịch sử Giáo hội
Thánh Phaolô và người đồng hành của ông là Thánh Barnabas đã hai lần viếng thăm Perga, sự kiện được ghi trong sách Kinh Thánh và Công vụ Tông đồ. Trong cuộc hành trình truyền giáo đầu tiên của họ, nơi đây họ đã giảng "Lời của Chúa"  trước khi đi về phía tây nam đến Antioch bằng thuyền buồm từ Attalia (ngày nay là thành phố Antalya).
Phaolô và Barnabas đến Perge trong cuộc hành trình truyền giáo đầu tiên của họ, nhưng có lẽ thời gian ở đó ngắn, và không có vẻ như họ đã giảng đạo ở đó. Khi trở về từ Pisidia, Phao-lô đã giảng tại Perge.

## Tàn tích
Perga ngày hôm nay một địa điểm khảo cổ và một điểm thu hút khách du lịch, thường được gọi là Eski Kalessi. Perge cổ đại một trong những thành phố chính của vùng Pamphylia, nằm giữa sông Catarrhactes và Cestrus. Tàn tích của nó bao gồm một nhà hát, một trường đấu vật, Đền Artemis và hai nhà thờ khác. Trong đó, đền thờ Artemis nằm bên ngoài thị trấn.
Nhà thiên văn và toán học Apollonius của Pergaeus là cư dân cổ đại nổi tiếng nhất của Perge.

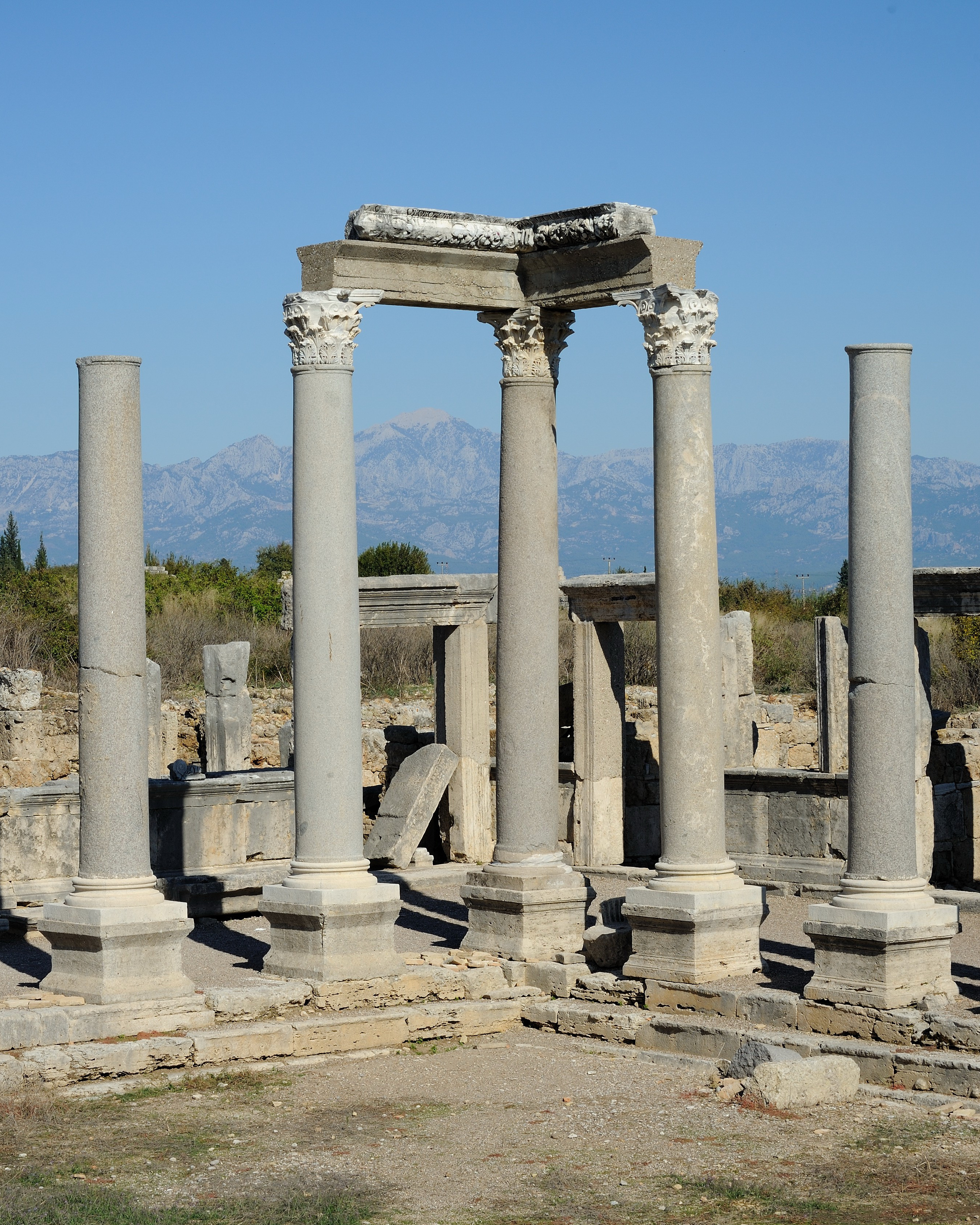
Cột trụ của Agora
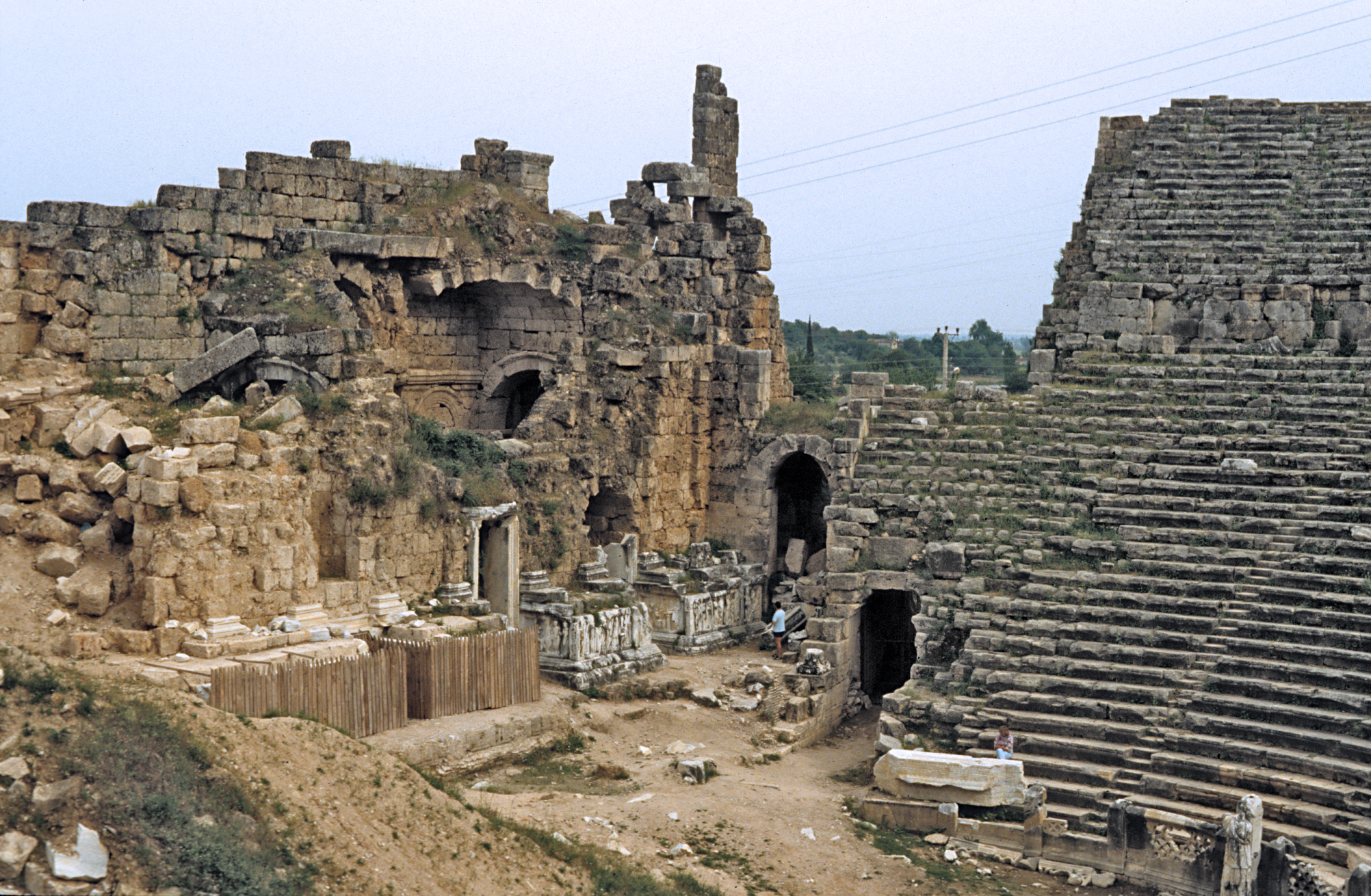
Nhà hát La Mã
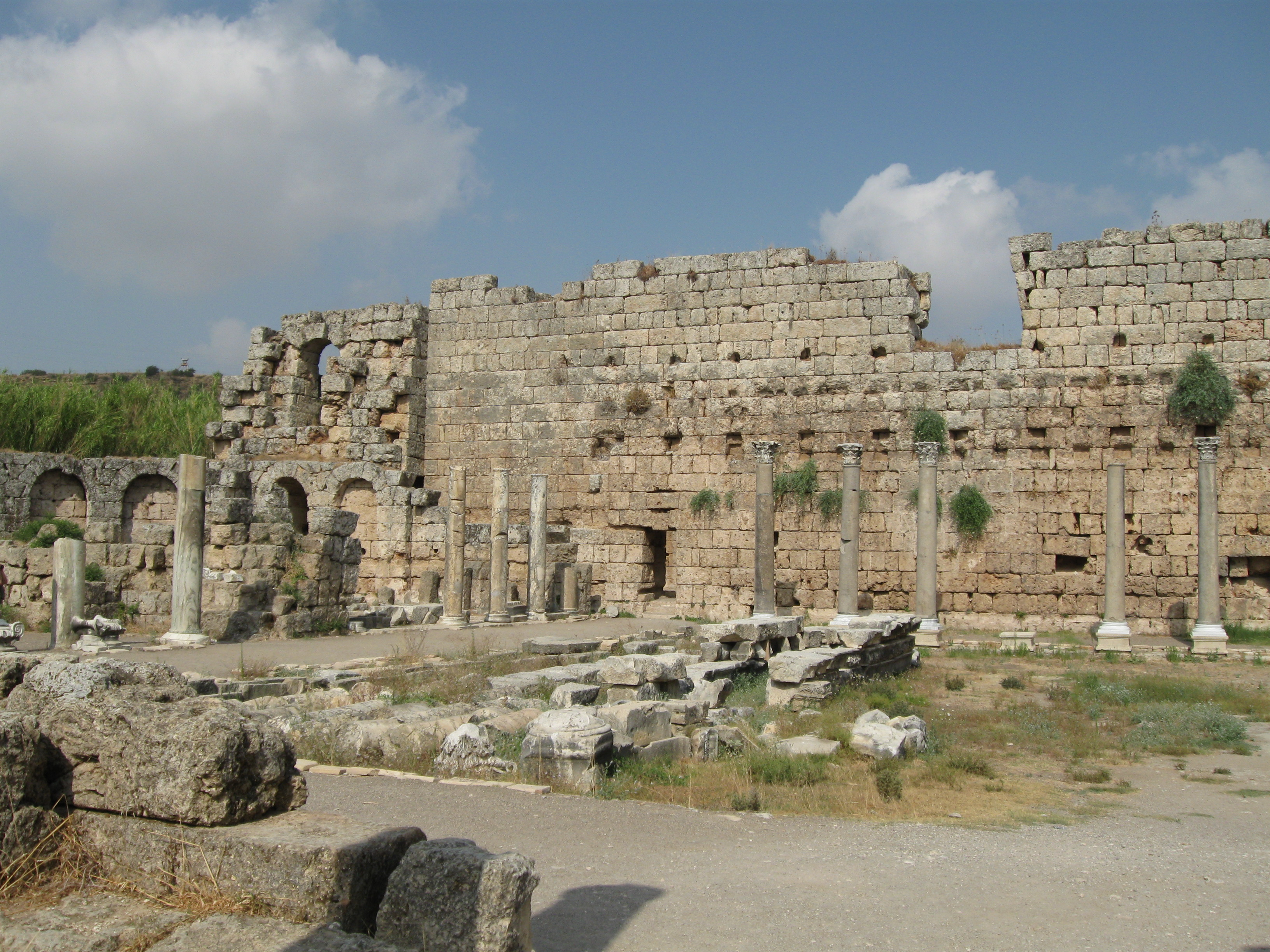
Trường đấu vật ở phía trước của phòng tắm La Mã
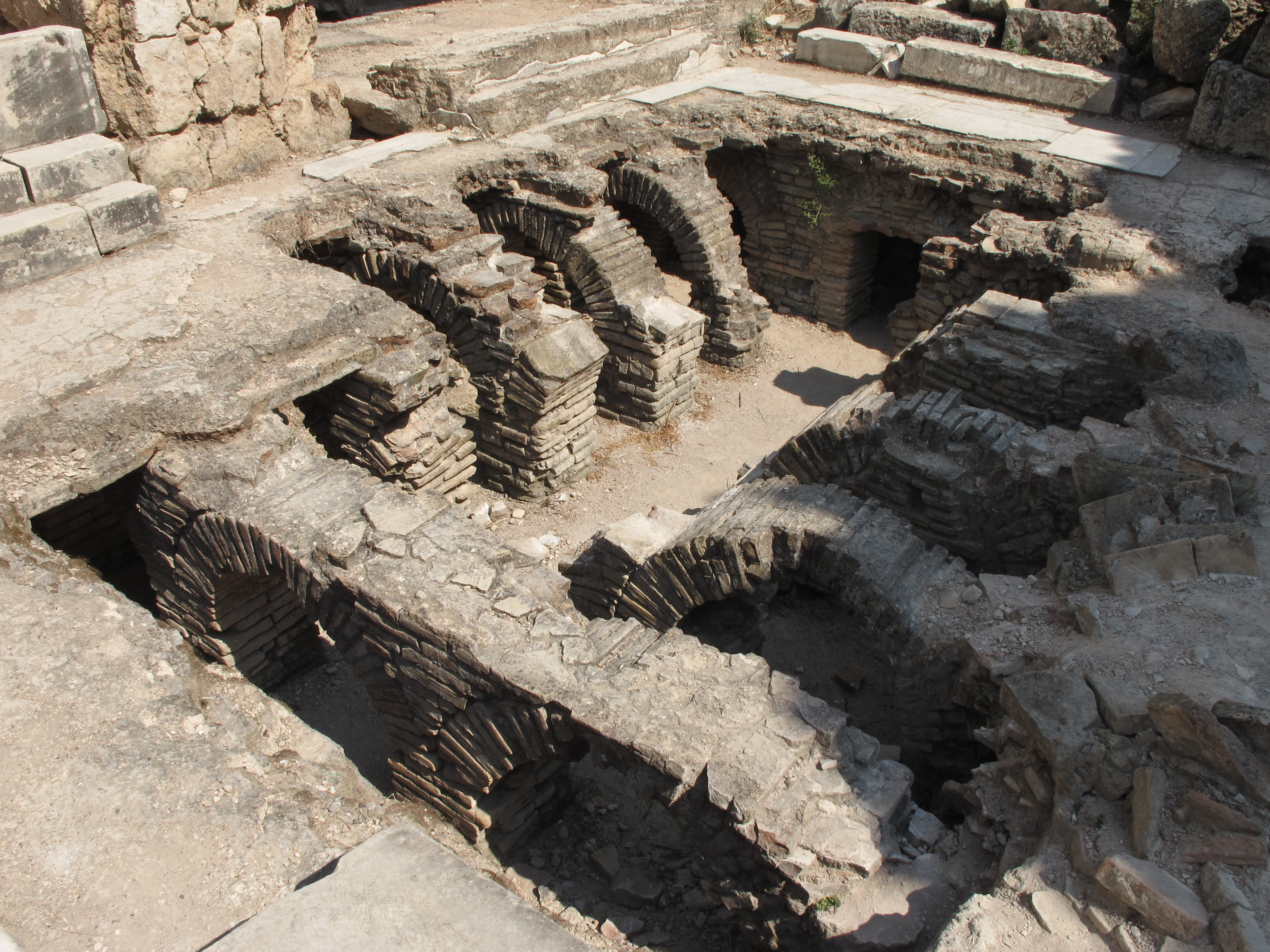
Caldarium trong phòng tắm La Mã
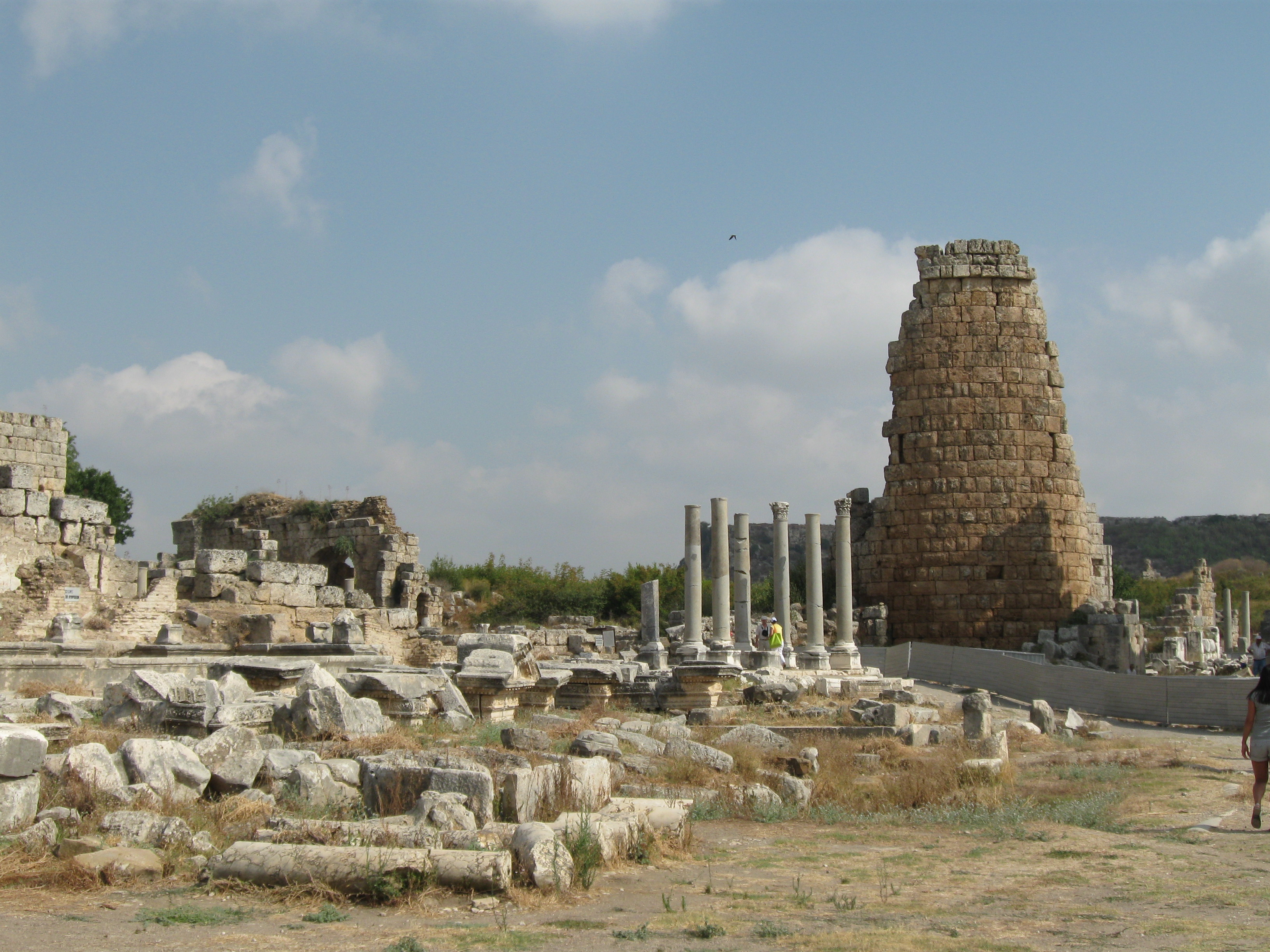
Cổng thành Hy Lạp
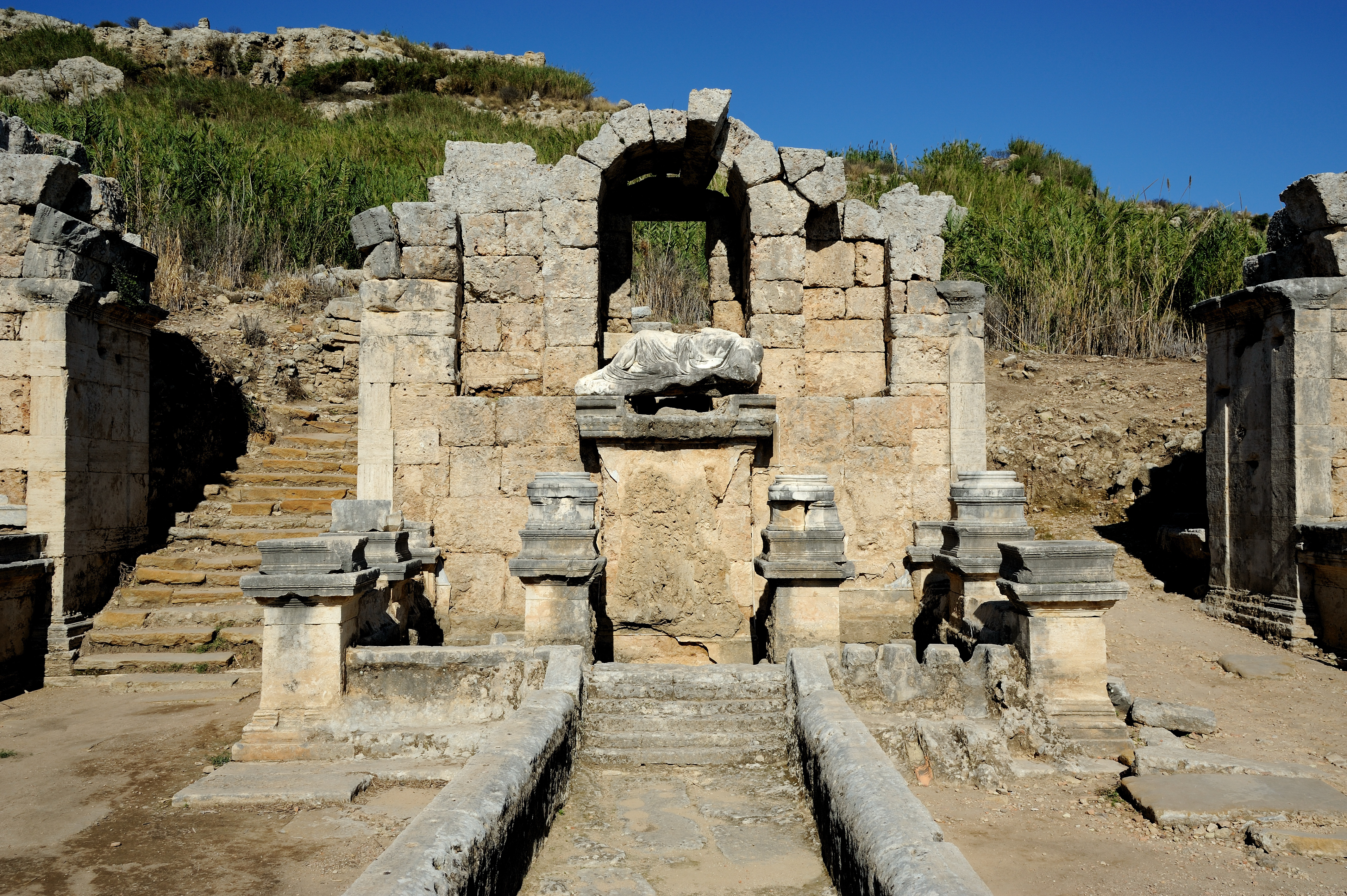
Nymphaeum